# Peter Speeth

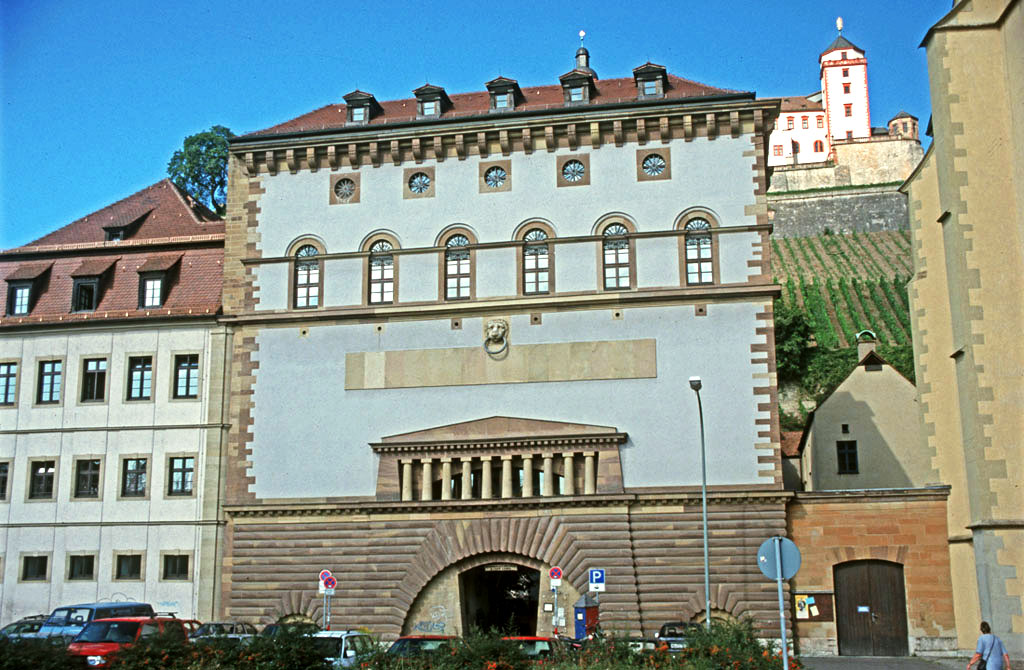
Penitenciaría de mujeres, Würzburg (1809-1810), un temprano y curioso diseño neo-renacentista.

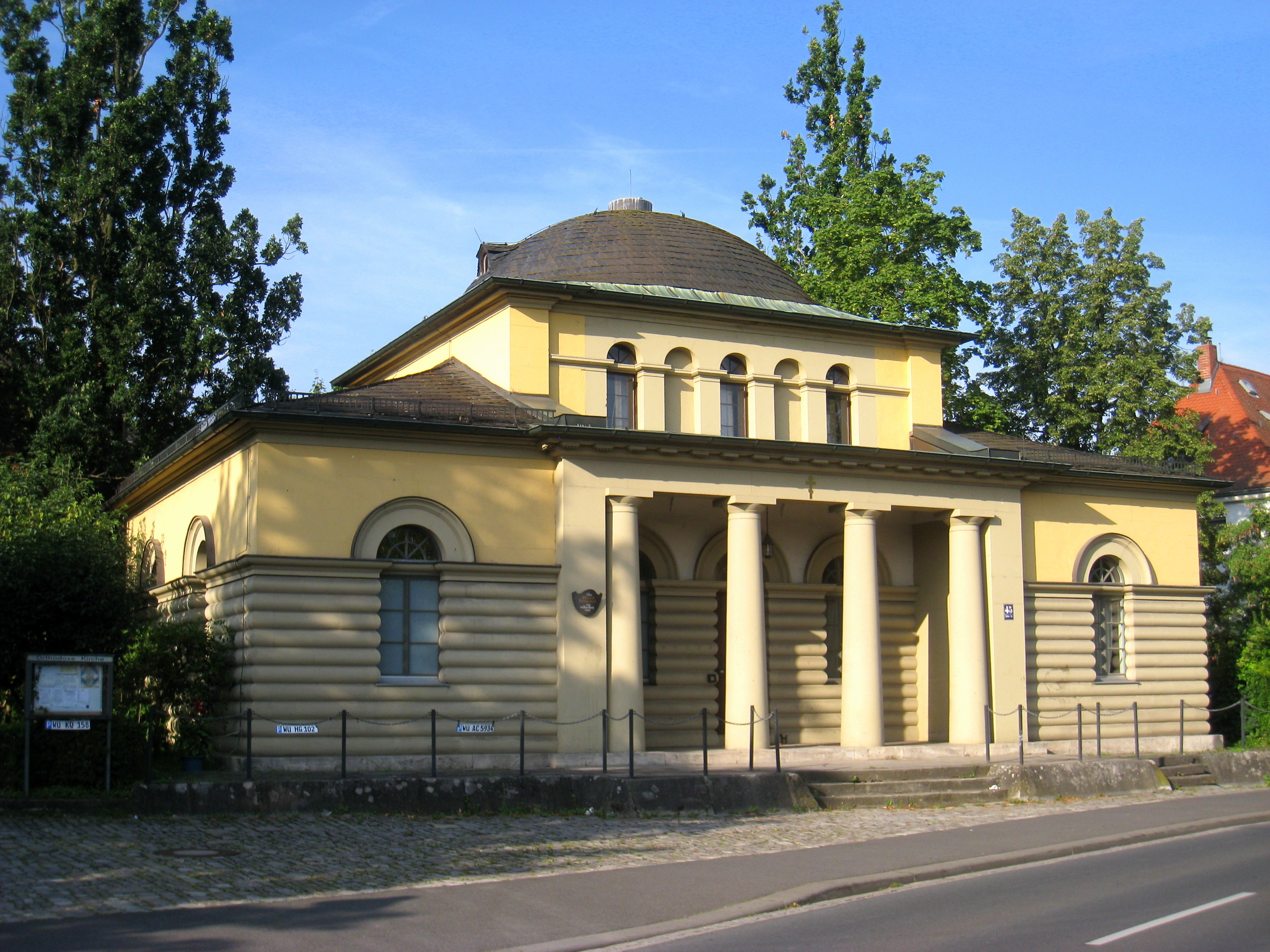
Zeller Torhaus (casa del guarda), 1814

Peter Speeth (Mannheim, 29 de noviembre de 1772 - Odessa, 1831) fue un arquitecto alemán.
Speeth nació en Mannheim y trabajó en Frankfurt desde 1788 hasta 1794, al servicio del constructor francés Nicolas de Pigage (1723-1796). Luego, desde 1797, estuvo en Heidelberg y desde 1804 en Amorbach, al servicio del príncipe de Leiningen. En 1807 se trasladó a Würzburg entrando al servicio de Fernando III de Toscana, donde diseñó la Penitenciaria de mujeres (1809-1810) —uno de los primeros y más llamativos diseños neo-renacentista—, así como la casa del guarda de la  Zeller Torhaus (1814) —que se asemeja a las barrières de Claude-Nicolas Ledoux de París—, y el Gerichtsdienerhaus  (Casa de la Corte Usher, 1811-1813).
Su empleo para el Gran Duque terminó en 1815, y en 1826 se trasladó a Rusia. Murió en Odessa en 1831.

## Obras destacadas
- 1809-1810: Frauenzuchthaus (antigua penitenciaría de mujeres) - Burkaderstraße 44, Würzburg
- 1811-1813: Gerichtsdienerhaus (Casa de la Corte Usher) - 9 Turmgasse, Würzburg (muy altereda)
- 1811-1812: Wohnhaus Hirsch, Ebrachergasse 6 (hoy el ala norte de la Casa Madre de la Congregación de las Hermanas del Redentor);
- 1812-1815: Cámara del Director de la Escuela de Música - Paradeplatz 1, Würzburg;
- 1814: Zeller Torhaus (casa del guarda) -, 45 Zeller Strasse
- 1821: Wohnhaus des Landrichters Wirth - Sanderstraße 31, Würzburg;
- 1812-1817: Iglesia de San Juan Bautista - Unterhohenried, cerca de Hassfurt;
- 1826: Archivo Provincial en Odessa;
- 1826 - : Iglesia Metropolitana - Kishinev, Rusia (comenzada en 1826)